# Max Marcin
Max Marcin, né le 5 mai 1879 à Poznań et mort le 30 mars 1948 à Tucson (Arizona), est un dramaturge, auteur de nouvelles, scénariste, producteur et réalisateur américain d'origine polonaise.

## Biographie
Max Marcin nait à Poznań à l'époque 
dans l'Empire allemand, de nos jours en Pologne. Il fait ses études aux États-Unis et travaille comme journaliste dans les affaires criminelles pour le New York World avant de se lancer dans l'écriture pour le théâtre. Son premier succès à Broadway, The House of Glass, est un mélodrame. Sa pièce Cheating Cheaters sera par la suite adaptée à trois reprises au cinéma. Son plus grand succès est Eyes of youth (1917) en collaboration avec Charles Guernon. En raison de son expérience de journaliste, il est appelé par Hollywood en tant que conseiller pour les scénarios d'affaires criminelles. Dans les années 1940 il se lance dans l'écriture pour la radio, et écrit le premier épisode de la série radiophonique de CBS intitulée The Crime Doctor.

## Théâtre

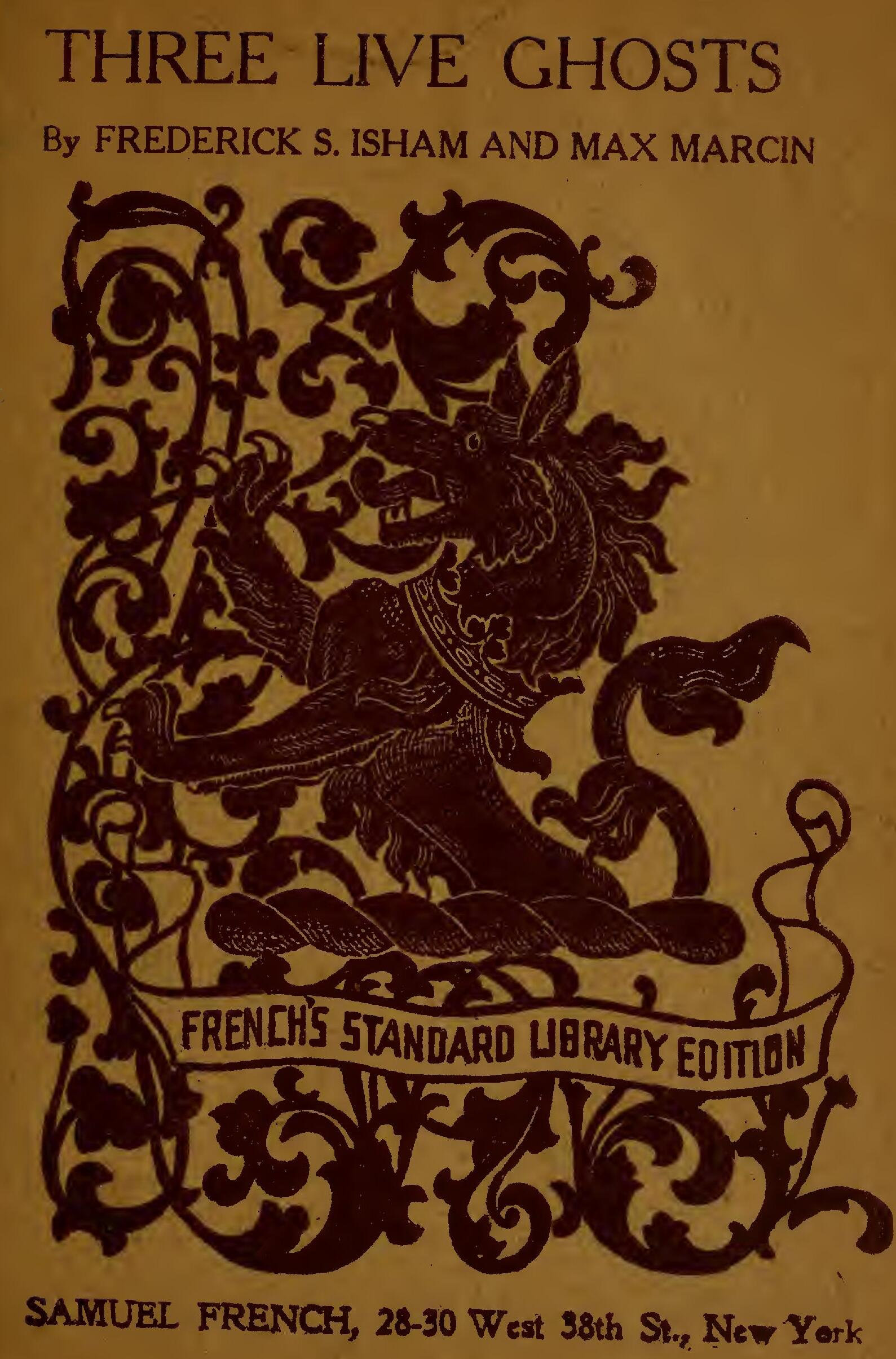
Page de garde de Three live ghosts, comédie en trois actes (1922).

- 1910 : Are You My Wife?[4] avec Roy Atwell
- 1913 : The House of Glass[5]
- 1913 : Money Mania farce[5]
- 1915 : See My Lawyer[6]
- 1916 : Cheating Cheaters (adaptée au cinéma à trois reprises)
- 1917 : Eyes of Youth
- 1917 : Here Comes the Bride avec Roy Atwell
- 1919 : The Woman in Room 13  avec Pauline Frederick
- 1920 : Three Live Ghosts  (producteur) d'après le roman Three Live Ghosts de Frederic S. Isham
- 1922 : The Night Cap
- 1922 : Mary, Get Your Hair Cut
- 1923 : Give and Take (producteur)
- 1924 : Silence
- 1924 : Badges
- 1927 : Kidnapper (co-auteur avec Samuel Shipman)

## Filmographie
- 1919 : Here Comes the Bride
- 1919 : Eyes of Youth
- 1920 : Le Voleur (The Thief) de Charles Giblyn
- 1922 : Les Trois Revenants (Three Live Ghosts
- 1925 : La Tour des mensonges (The Tower of Lies) (scénariste)
- 1927 : The Love of Sunya , d'après la pièce The Eyes of Youth
- 1927 : Rough House Rosie
- 1927 : The Rough Riders (co-scénariste)
- 1929 : Three Live Ghosts
- 1931 : Les Carrefours de la ville (City Streets) de Rouben Mamoulian (adaptation)
- 1931 : Scandal Sheet de John Cromwell (co-scénariste)
- 1931 : The Lawyer's Secret (co-réalisateur Louis Gasnier)
- 1933 : Le Bateau-tripot (Gambling Ship) (co-réalisateur Louis J. Gasnier)
- 1933 : Kaspa, fils de la brousse (King of the Jungle) co-réalisateur H. Bruce Humberstone
- 1934 : Audaces féminines  (Cheating Cheaters)
- 1936 : Hula, fille de la brousse (The Jungle Princess)
- 1943 : Crime Doctor
- 1946 : Just Before Dawn